# A Pale Horse Named Death
A Pale Horse Named Death est un groupe de metal gothique et de doom metal américain, originaire de Brooklyn, New York. Il est formé par Sal Abruscato, l'ancien batteur de Type O Negative. Le groupe compte au total quatre albums : And Hell Will Follow Me (2011), Lay My Soul to Waste (2013), When the World Becomes Undone (2019) et Infernum in Terra (2021).

## Biographie
A Pale Horse Named Death est formé à Brooklyn, New York par Sal Abruscato, un an après la mort de Peter Steele, chanteur et bassiste de Type O Negative,. Le groupe publie son premier album, And Hell Will Follow Me en juin la même année. Celui qui accompagne Sal se nomme Matt Brown, ingénieur-son et ancien guitariste de Seventh Void. « Le courant entre Matt et moi est unique et sans ambigüité ; c'est très rare dans la musique d'aujourd'hui. On assassine la version maléfique de Lennon et McCartney », explique Sal Abruscato. And Hell Will Follow Me atteint la 5e place du top 10 des albums 2011 établi par le magazine Revolver. En 2011, le groupe se sépare du guitariste Hambel et annonce son remplacement.
Le 21 janvier 2013, Lay My Soul to Waste est annoncé, et publié le 21 mai 2013 en Amérique du Nord, et le 23 mai 2013 en Allemagne, en Suisse et en Autriche. Il est publié en Europe le 24 mai 2013. En fin le clip de la chanson DMSLT est publiée. Le 16 février 2014, le groupe a donné un concert à La Boule Noire (Paris). À la fin 2017, Sal Abruscato annonce son départ en bon terme du groupe Life of Agony, dont il était le batteur et avec lequel il enregistrait un troisième album avec son groupe, appelé A Pale Horse Named Death.

## Membres

### Membres actuels
- Sal Abruscato - chant, guitare
- Matt Brown - guitare, chœurs
- Chris Hamilton - batterie
- Eric Morgan - basse, chœurs
- Eddie Heedles - guitare

### Ancien membres
- Bobby Hambel - guitare
- Johnny Kelly - batterie

## Discographie
- 2011 : And Hell Will Follow Me
- 2013 : Lay My Soul to Waste
- 2019 : When The World Becomes Undone
- 2021 : Infernum In Terra